# Eva Justin
Eva Justin, właśc. Eva Hedwig Justin (ur. 23 sierpnia 1909 w Dreźnie, zm. 11 września 1966 we Frankfurcie nad Menem) – niemiecka biolog kryminalna, antropolog, nazistowska "badaczka ras" (Cyganów i Sinti).

## Życiorys
Ukończyła kurs pielęgniarski. Bliska współpracowniczka doktora Rittera w zakresie badań antropologicznych nad Cyganami w czasie III Rzeszy. Tematykę tę podjęła w 1933. Od 1936 pracowała w nazistowskim Rassenhygienische und Bevölkerungsbiologische Forschungsstelle (Placówka Badawcza Higieny Rasowej i Biologii Demograficznej), która to jednostka zajmowała się kwestiami czystości rasowej oraz dowodzeniem konieczności eliminacji niepełnowartościowych rasowo ludzi, a także metodyką rozpoznawania takich osób. Początkowo Justin odwiedzała w celach badawczych obozy wędrownych Cyganów, a po zamknięciu Cyganów w obozach koncentracyjnych badała Cyganów z tych obozów, m.in. w Dachau. Oprócz więźniów cygańskich, badała wtedy także innych więźniów, m.in. księży. 24 marca 1943 uzyskała doktorat z antropologii na podstawie pracy "Lebensschicksale artfremderzogener Zigeunerkinder und ihrer Nachkommen" (pol. "Losy życiowe dzieci Cyganów oraz ich potomków wychowanych w obcym gatunku"). Główną tezą tego opracowania było stwierdzenie, że kryminogenne i aspołeczne zdaniem Justin, cechy Cyganów są genetycznie wrodzone i nie zależą od warunków ekonomicznych czy wychowania. Takie wnioski oparła na studiach małych dzieci cygańskich, których rodzice zostali wysłani do obozów koncentracyjnych, a same dzieci umieszczone w domu dziecka, gdzie były wychowane bez kontaktu z kulturą cygańską. Po ukończeniu badań Justin, dzieci były wywiezione do Auschwitz i zgładzone.
Po 1945 roku zmanipulowała kwestionariusze w postępowaniu denazyfikacyjnym i została zaszeregowana jako "politycznie nieobciążona" (podała w nich jedynie swoją przynależność do Czerwonego Krzyża i Niemieckiego Frontu Pracy).
Następnie, od marca 1948 Justin pracowała jako psycholog we Frankfurcie nad Menem, ponownie pod okiem swojego przełożonego z czasów hitlerowskich - doktora Rittera, który został lekarzem miejskim we Frankfurcie nad Menem i kierował tamtejszym prewentorium dla chorych umysłowo, a także urzędem ds pomocy młodzieży. Po śmierci Rittera, Justin w dalszym ciągu była zatrudniona we frankfurckim ośrodku pomocy młodzieży, a od 1964 powróciła do badań Cyganów oraz do pracy w klinice chorób nerwowych. Zmarła na raka w 1966 roku.